# Hangbu (köpinghuvudort i Kina, Zhejiang Sheng, lat 28,94, long 118,78)
Hangbu (kinesiska: 航埠, 航埠镇) är en köpinghuvudort i Kina. Den ligger i provinsen Zhejiang, i den östra delen av landet, omkring 200 kilometer sydväst om provinshuvudstaden Hangzhou. Antalet invånare är 40 242. Befolkningen består av 19 722 kvinnor och 20 520 män. Barn under 15 år utgör 15,0 %, vuxna 15-64 år 71 %, och äldre över 65 år 13,0 %.
Runt Hangbu är det ganska tätbefolkat, med 185 invånare per kvadratkilometer. Närmaste större samhälle är Quzhou, 9,4 km öster om Hangbu. Trakten runt Hangbu består till största delen av jordbruksmark.
Genomsnittlig årsnederbörd är 2 542 millimeter. Den regnigaste månaden är juni, med i genomsnitt 518 mm nederbörd, och den torraste är oktober, med 41 mm nederbörd.